# Cantó de Molins Oest
Moulins-Ouest (francès) fou un antic cantó francès, al districte de Moulins, del departament d'Alier. Incloïa completament sis municipis (Aubigny, Avermes, Bagneux, Coulandon, Montilly i Neuvy) i part del de Moulins-sur-Allier. Va desaparèixer el 2015.
| Data d'elecció                           | Identitat         | Partit                                 | Qualitat |
| ---------------------------------------- | ----------------- | -------------------------------------- | -------- |
| 1945-1949                                | Marguerite Martin | PCF                                    |          |
| 1949-1955                                | Joseph Pénard     | RPF                                    |          |
| 1955-1967                                | René Boyer        | MRP                                    |          |
| 1967-1992                                | Jean Cluzel       | Divers droite, després CD, després UDF |          |
| 1992-2004                                | René Charette     | PS                                     |          |
| 2004-2015                                | Alain Denizot     | PS                                     |          |
| les dades anteriors no són pas conegudes |                   |                                        |          |
|                                          |                   |                                        |          |

| 1962 | 1968 | 1975 | 1982 | 1990   | 1999   | 2007   |
| ---- | ---- | ---- | ---- | ------ | ------ | ------ |
| -    | -    | .    | -    | 15.732 | 15.602 | 15.018 |